# 870
| 870                |
| ------------------ |
| Dødsfald - Fødsler |
|                    |

| Gregoriansk kalender | 870 DCCCLXX             |
| Ab urbe condita      | 1623                    |
| Armensk kalender     | 319 ԹՎ ՅԺԹ              |
| Kinesiske kalender   | 3566 – 3567 己丑 – 庚寅 |
| Etiopisk kalender    | 862 – 863               |
| Jødisk kalender      | 4630 – 4631             |
| Hindukalendere       |                         |
| - Vikram Samvat      | 925 – 926               |
| - Shaka Samvat       | 792 – 793               |
| - Kali Yuga          | 3971 – 3972             |
| Iransk kalender      | 248 – 249               |
| Islamisk kalender    | 256 – 257               |

Se også 870 (tal)